# Minolta X-700
Minolta X-700 — малоформатный однообъективный зеркальный фотоаппарат со встроенным TTL-экспонометром. Последняя и наиболее совершенная зеркальная модель Minolta с ручной фокусировкой, выпускавшаяся в 1981—1999. «Европейская камера 1981 года» по версии EISA.

## Конструкция
X-700, также как и младшие Minolta X-570 и Minolta X-300, была разработана на платформе XG-M; в дополнение к имевшейся у XG-M программной автоматике, X-700 имела режимы приоритета диафрагмы и ручной экспозиции с контролем по экспонометру. В 1980-е годы Х-700 позиционировалась как наиболее совершенная из недорогих (до 200 долл. США) любительских зеркалок, на границе профессиональных камер, и, несмотря на выпуск более дешёвых Х-300 и Х-570 (а в 1990-е годы и моделей с автофокусом), стала самой продаваемой моделью Minolta после SRT 1966 года.

## Характеристики
С профессиональными камерами Х-700 сближает
- полноценный TTL-экспонометр (взвешенный замер по нижним двум третям всего кадра)
- автоматическое управление вспышкой в режиме TTL
- яркий матированный видоискатель с центральным клином, микропризмами, индикацией выдержки (только в автоматических режимах) и (через окошко под пентапризмой) диафрагмы
- возможность фиксации режима съёмки, выбранного экспонометром (exposure lock)
- возможность сдвига автоматической экспозиции (через поправку к заданной чувствительности плёнки)
- режим предпросмотра глубины резкости
- возможность комплектации моторизованными батарейными ручками для съёмки со скоростью до 3.5 кадров в секунду

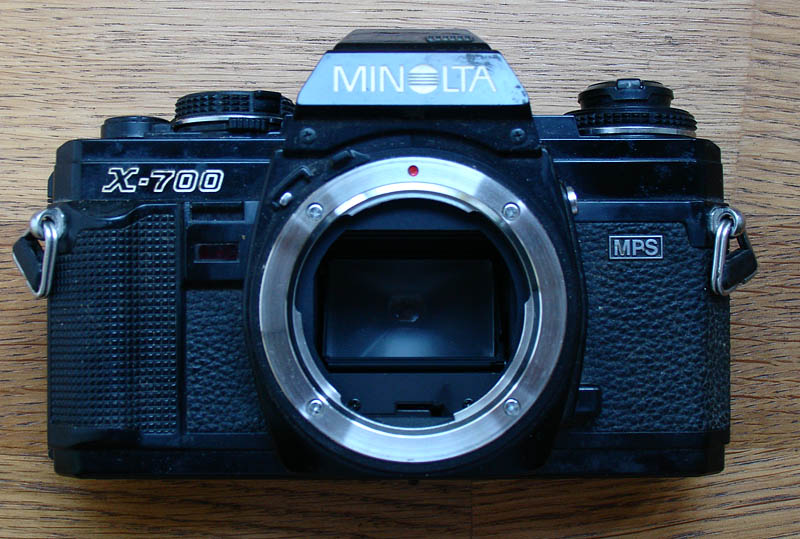
Вид со снятым объективом

«Любительские» характеристики камеры:
- матерчатый шторный затвор с диапазоном выдержек до 1/1000 c
- минимальная выдержка при съёмке со вспышкой 1/60 c (этот режим практически исключал использование вспышки-подсветки при дневном освещении)
- невозможность съёмки при разряженной батарее экспонометра, которая также приводила в действие затвор. Справочно, X-700 использует 3-вольтовую литиевую батарейку LR88 или пару щелочных батарей LR44